# Megan Ryley
Megan Ryley (Toronto, 4 agosto 1986) è un'ex sciatrice alpina canadese.

## Biografia
Attiva in gare FIS dal dicembre del 2001, in Nor-Am Cup la Ryley esordì il 13 novembre 2002 a Loveland in slalom gigante, senza completare la gara, e conquistò l'unica vittoria, nonché primo podio, il 5 gennaio 2007 a Mont-Sainte-Anne in slalom speciale. Sempre nel 2007 prese parte ai Mondiali di Åre (sua unica presenza iridata), senza completare lo slalom speciale, e il 25 novembre a Panorama disputò nella medesima specialità la sua unica gara in Coppa del Mondo, senza qualificarsi per la seconda manche. Il 6 gennaio 2008 ottenne a Mont-Sainte-Anne sempre in slalom speciale il suo ultimo podio in Nor-Am Cup (2ª) e si ritirò al termine della stagione 2011-2012; la sua ultima gara fu uno slalom speciale FIS disputato a Le Relais il 31 marzo, chiuso dalla Ryley al 20º posto.

## Palmarès

### Nor-Am Cup
- Miglior piazzamento in classifica generale: 11ª nel 2008
- 3 podi:
  - 1 vittoria
  - 2 secondi posti

#### Nor-Am Cup - vittorie
| Data           | Località         | Paese  | Specialità |
| -------------- | ---------------- | ------ | ---------- |
| 5 gennaio 2007 | Mont-Sainte-Anne | Canada | SL         |

Legenda:

SL = slalom speciale

### Campionati canadesi
- 2 medaglie:
  - 2 bronzi (slalom speciale nel 2006; slalom speciale nel 2008)